# Enganyapastors estelat
L'enganyapastors estelat (Caprimulgus stellatus) és una espècie d'ocell de la família dels caprimúlgids (Caprimulgidae) que habita zones àrides de Guinea, Sierra Leone, Libèria, Costa d'Ivori, Ghana, Togo, Benin, Nigèria, Camerun, el Gabon, República del Congo, República Democràtica del Congo, República Centreafricana, extrem est de Sudan del Sud, centre i sud d'Etiòpia, Ruanda, Burundi, Uganda, Kenya i Tanzània.